# Acer pentapomicum
Acer pentapomicum — вид квіткових рослин із роду клен (Acer).

## Морфологічна характеристика
Це листопадне невелике темно-коричнево-сіре, гладке дерево чи кущ. Гілочки голі, сірі або червонуваті. Листки 4–15 см в поперечнику, 3-лопатеві; частки трикутні, зверху сіро-зелені, знизу блідо-зелені; краї городчасто-пилчасті до майже цілих; листкові ніжки 3–10 см завдовжки, тонкі. Суцвіття щиткоподібне, голе. Квітки 5-членні, діаметром 7–8 мм, зеленуваті. Чашолистки оберненояйцеподібні, 3–4 мм завдовжки. Пелюстки дрібніші. Тичинок 8. Крилатки голі, 2–3 см завдовжки. Період цвітіння: березень і квітень.

## Середовище проживання
Країни проживання: Афганістан, Індія, Пакистан, Таджикистан. Вид росте в посушливих місцях у нижніх гірських регіонах, часто разом з видами Juniperus.

## Використання
Деревина рожево-біла, м'яка, щільна, рівнозерниста. Використовується для виготовлення домашнього і сільськогосподарського знаряддя. Листя цього дерева використовують на корм тваринам. Також порода використовується на дрова.

## Синоніми
Синоніми:
- Acer fedtschenkoanum Krysht.
- Acer pubescens Franch.
- Acer xerophilum Butkov